# 郭启俊
郭启俊（1952年12月—），男，汉族，陕西神木人，中华人民共和国政治人物。内蒙古师范学院（现内蒙古师范大学）政教系政治教育专业毕业，中国社会科学院经济系市场经济专业在职研究生学历。

## 生平
1972年至1977年间，在中国人民解放军步兵30师88团服役。1975年加入中国共产党。历任内蒙古自治区乌海市委副秘书长，市政府副秘书长兼办公室主任、秘书长，市委常委、市委秘书长，市委副书记；内蒙古自治区党委副秘书长、政研室主任；巴彦淖尔盟盟委书记、巴彦淖尔市委书记等职。2008年1月当选内蒙古自治区副主席，2013年2月卸任。2010年6月兼任中共包头市委书记，2013年8月卸任。2013年1月当选为政协内蒙古自治区第十一届委员会副主席。